# Ivy Compton-Burnett
Ivy Compton-Burnett (Pinner, Middlesex, 5 de junio de 1884 – Londres, 27 de agosto de 1969) fue una novelista inglesa de original estilo y densidad. Muy apreciada por ciertos lectores cultivados, fue premiada en 1955 por su novela Mother and Son con el James Tait Black Memorial Prize.

## Trayectoria
Compton-Burnett, escritora londinense, era hija de un médico homeópata. Tuvo once hermanos, y vivió con su familia hasta los 28 años en su enorme y poco bella mansión victoriana, de un modo en apariencia convencional. Eso sí, recibió una sólida formación en el Royal Holloway College de Londres, donde se licenció en letras y en humanidades clásicas. Salió de la casa paterna para vivir con Margaret Jourdain, hasta la muerte de ésta en 1951. Ivy Compton-Burnett llevó una vida reservada, pues siempre le gustó ocultarse.
Empezó a escribir pronto; publicó su primera novela, Dolores, en 1911, Aún era defectuosa, y no había encontrado el tono futuro de sus libros. Su verdadera producción empieza con la siguiente novela, que meditó durante bastantes años: Pastors and Masters de 1925. A partir de entonces, Compton-Burnett fue elaborando un grupo de novelas —diecinueve en total— de las cuales destacan especialmente las escritas entre 1937 (Daughters and Sons) y 1949 (Two Worlds and Their Ways), según suele decirse, si bien las restantes son muy notables. Todas ellas configuran lo que se ha denominado el «estilo Compton-Burnett».
El tema fundamental de su obra es la familia y el poder. Pese a que sus personajes excluyan a las clases menesterosas, siempre hay, a través de los criados, una descripción muy crítica con respecto a las formas de crueldad y de frialdad sentimental de las figuras que tienen la palabra: la alta clase media. Se ven ante todo los protagonistas presos de la formalidad. Así, Criados y doncellas, donde el ingenio es afiladísimo, gira en torno a un tiránico Horace Lamb, opresor de su mujer e hijos, de su primo y sirvientes; vive en una mansión en la que se llevan a cabo esas vejaciones, y en donde todas las figuras de la violencia (parricidio, adulterio, agresión psíquica) tiene su despliegue; es la obra más optimista de la serie, según Sergio Pitol (la más trágica sería Mayores y mejores).
En Una herencia y su historia narra las luchas familiares mediante tres generaciones que se ven oprimidas por el longevo y solterón jefe de la estirpe, que finalmente se casa, rompiendo todas las expectativas del resto. Su obra póstuma, Los últimos y los primeros, gira en torno a la tiranía de Eliza Heriot, manifestada en el dinero, la envidia y el resentimiento) hasta que es derrocada por su hijastra.

## Balance
Las obras de Compton-Burnett están formadas por diálogos continuos, casi inagotables; son frases sarcásticas, acres y desilusionadas, en cuyo ingenio a veces brutal, sin embargo, cabe el humor. Sus relatos, entre apacibles y vertiginosos, están llenos de asociaciones de ideas, de entrecruces verbales de sus protagonistas, al principio caóticos pero que van cobrando poco a poco su sentido.
Compton-Burnett ha sido alabada por los más importantes escritores. Fue calificada por el mexicano Sergio Pitol, que revisó Criados y doncellas, como «la mayor novelista trágica de la literatura inglesa contemporánea». El tenebroso y sarcástico escritor italiano Giorgio Manganelli (en La literatura como mentira, Feltrinelli, 1967), la consideraba como la primera novelista inglesa de su tiempo por su poder iluminativo y provocador.
Más aún, Compton-Burnett influyó claramente en el llamado nouveau roman francés, especialmente en Nathalie Sarraute por esas corrientes de lenguaje, tan introspectivas y vertiginosas, de sus novelas.
La gran novelista estadounidense Mary McCarthy, amiga de Sarraute, escribió que los ambientes victorianos de Ivy Compton-Burnett no impiden que sus libros sean diferentes a los demás libros, que ella es en el fondo una pensadora radical, una hereje moderna, una excéntrica que usa un relato casi documental para diseccionar su sociedad. Natalia Ginzburg asimismo escribió un ensayo sobre su curiosa personalidad literaria.

## Obras
- Dolores (1911).
- Pastors and Masters (1925).
- Brothers and Sisters (1929).
- Men and Wives (1931).
- More Women Than Men (1933).
- A House and Its Head (1935). Trad.: Una casa y su dueño, Barcelona, Lumen, 2009.
- Daughters and Sons (1937).
- A Family and a Fortune (1939). Trad.: Una familia y una fortuna, Buenos Aires, La Bestia equilátera, 2010.
- Parents and Children (1941). Trad.: Padres e hijos, Barcelona, Anagrama, 1985.
- Elders and Betters (1944).
- Manservant and Maidservant (1947. Trad.: Criados y doncellas, Barcelona, Lumen, 2008.
- Two Worlds and Their Ways (1949)
- Darkness and Day (1951)
- The Present and the Past (1953)
- Mother and Son (1955)
- A Father and His Fate (1957)
- A Heritage and Its History (1959). Trad.: Una herencia y su historia, Barcelona, Lumen, 2007.
- The Mighty and Their Fall (1961)
- A God and His Gifts (1963). Trad.: Un dios y sus dones, Barcelona, Libros de la Frontera-J. Batlló, 1974.
- The Last and the First (póstuma, 1971). Trad.: Los últimos y los primeros, Barcelona, Planeta, 1973.